# 曾大觀
曾大觀（？—1843年），湖北省漢陽府黃陂縣（今湖北省黃陂縣）人，清朝軍事將領，武進士及第。

## 生平
嘉慶四年（1799年），登武進士一甲第二名（榜眼），授二等侍衛。嘉慶十年（1805年），任浙江楓嶺營游擊。嘉慶十二年（1807年），任嚴州協副將，浙江楓嶺營游擊護理。次年，任金華協副將，浙江楓嶺營游擊署。嘉慶十六年（1811年），任太平營參將。嘉慶十八年（1813年），任撫標中軍參將、杭州協副將。嘉慶二十一年（1816年），任嘉慶協副將。道光二年（1822年），任衢州鎮總兵。道光四年（1824年），任兩江督標中軍副將。道光六年（1826年），任浙江衢州鎮總兵。道光十六年（1836年），任直隸正定鎮總兵；次年改福建建寧鎮總兵。道光十八年（1838年），任福建陸路提督。道光二十二年，授振威將軍。